# Morti il 1º gennaio
| Questa pagina contiene informazioni ricavate automaticamente dalle voci biografiche con l'ausilio del template Bio e di un bot. L'aggiornamento è periodico e automatico e ricostruisce completamente la pagina. Se manca una persona in questa lista, sei pregato di non aggiungerla, ma accertati piuttosto che la sua voce biografica contenga il template Bio e che i dati anagrafici siano correttamente compilati. Se il template Bio manca, inseriscilo tu stesso o, in alternativa, metti l'avviso {{tmp\|Bio}} che ne segnala la mancanza. Se i dati riportati sono sbagliati, correggi direttamente la voce biografica; le modifiche saranno visibili in questa lista entro pochi giorni. Per chiarimenti vedi il progetto biografie. La lista contiene solo le 645 persone che sono citate nell'enciclopedia e per le quali è stato implementato correttamente il template Bio. Pagina aggiornata al 21 ago 2025. |

## II secolo(1)
- 138 - Lucio Elio Cesare, politico e militare romano (n. 101)

## IV secolo(1)
- 379 - San Basilio, vescovo e teologo greco antico (n. 329)

## V secolo(2)
- 404 - San Telemaco, santo romano
- 497 - Hashim ibn 'Abd Manaf, arabo

## VI secolo(1)
- 533 - Fulgenzio di Ruspe, vescovo e santo berbero

## IX secolo(1)
- 874 - Al-Hasan al-Askari, imam arabo (n. 846)

## X secolo(1)
- 962 - Baldovino III di Fiandra, conte

## XI secolo(1)
- 1031 - Guglielmo da Volpiano, abate, santo e architetto italiano (n. 962)

## XII secolo(1)
- 1166 - Bulgaro, giurista italiano (n. 1085)

## XIII secolo(7)
- 1204 - Haakon III di Norvegia, re (n. 1182)
- 1252 - Zdislava Berka, santa ceca (n. 1220)
- 1253 - Marino Morosini, doge
- 1260 - Ugolino da Gualdo Cattaneo, religioso italiano
- 1262 - Buonfiglio dei Monaldi, religioso e santo italiano
- 1277 - Filippo d'Angiò, re (n. 1256)
- 1300 - Giacomo Tomasi Caetani, francescano italiano

## XIV secolo(2)
- 1381 - Cia Ordelaffi, nobile e condottiera italiana (n. 1317)
- 1387 - Carlo II di Navarra, sovrano (n. 1332)

## XV secolo(7)
- 1432 - Alessandro il Buono, nobile
- 1440 - Irene Gattilusio, imperatrice bizantina
- 1451 - Elisabetta di Baviera-Landshut, duchessa (n. 1419)
- 1458 - Margherita di Valois, nobildonna francese (n. 1407)
- 1464 - Johann von Eych, cardinale e vescovo cattolico tedesco
- 1495 - Mariano Biondi, francescano italiano
- 1496 - Carlo di Valois-Angoulême, nobile francese (n. 1459)

## XVI secolo(16)
- 1503 - Oliverotto da Fermo, condottiero e nobile italiano (n. 1475)
- 1505 - Juan Castellar y de Borja, cardinale e arcivescovo cattolico spagnolo (n. 1441)
- 1515 - Luigi XII di Francia, sovrano francese (n. 1462)
- 1522 - Johannes Stabius, cartografo e storico austriaco
- 1557 - Pontormo, pittore italiano (n. 1494)
- 1559 - Cristiano III di Danimarca, re (n. 1503)
- 1560 - Joachim du Bellay, poeta e umanista francese (n. 1522)
- 1565 - Henry Stafford, II barone Stafford, nobile inglese (n. 1527)
- 1567 - Lucia Bertana, scrittrice e poetessa italiana (n. 1521)
- 1571 - Virginia della Rovere, italiana (n. 1544)
- 1573 - Johann Pfeffinger, teologo tedesco (n. 1493)
- 1573 - Maljuta Skuratov, militare russo
- 1578 - Alfonso Tornabuoni, vescovo cattolico italiano (n. 1506)
- 1581 - Tobia Pallavicino, mercante italiano (n. 1520)
- 1583 - François de Belleforest, scrittore e traduttore francese (n. 1530)
- 1593 - Andreas Laurentii Björnram, arcivescovo luterano svedese (n. 1520)

## XVII secolo(15)
- 1610 - François Feuardent, teologo, predicatore e francescano francese (n. 1539)
- 1610 - Cinzio Passeri Aldobrandini, cardinale e mecenate italiano (n. 1551)
- 1612 - Antonio Archilei, cantante, compositore e liutista italiano (n. 1542)
- 1617 - Hendrick Goltzius, pittore e incisore olandese (n. 1558)
- 1623 - Paul Hentzner, avvocato tedesco (n. 1558)
- 1632 - Giovanni Battista Agucchi, arcivescovo cattolico e scrittore italiano (n. 1570)
- 1640 - Johann Wilhelm Baur, pittore tedesco (n. 1607)
- 1661 - Pieter Claesz, pittore olandese
- 1664 - Luigi I d'Este, nobile e militare italiano (n. 1594)
- 1671 - Hardouin de Péréfixe de Beaumont, arcivescovo cattolico francese (n. 1606)
- 1673 - Carlo Gualterio, cardinale e arcivescovo cattolico italiano (n. 1613)
- 1675 - Giovambattista Falvo, vescovo cattolico italiano (n. 1612)
- 1676 - Carlo Roberto Dati, filologo e scienziato italiano (n. 1619)
- 1681 - Marco Boschini, scrittore, pittore e incisore italiano (n. 1602)
- 1682 - Jacob Kettler, duca (n. 1610)

## XVIII secolo(32)
- 1707 - Gregorio Boncompagni, V duca di Sora, nobile italiano (n. 1642)
- 1710 - William Bruce, I baronetto di Balcaskie, architetto scozzese (n. 1630)
- 1713 - Giovanni Francesco Negroni, cardinale e vescovo cattolico italiano (n. 1629)
- 1713 - Giuseppe Maria Tomasi, cardinale italiano (n. 1649)
- 1716 - Maria Casimira Luisa de la Grange d'Arquien, regina (n. 1641)
- 1720 - Franz Daniel Pastorius, avvocato, scrittore e funzionario tedesco (n. 1651)
- 1728 - Federico Antonio Ulrico di Waldeck e Pyrmont, conte (n. 1676)
- 1730 - Daniel Finch, VII conte di Winchilsea, politico inglese (n. 1647)
- 1732 - Nicolò Grimaldi, cantante castrato italiano (n. 1673)
- 1742 - Peregrine Bertie, II duca di Ancaster e Kesteven, nobile e militare britannico (n. 1686)
- 1748 - Johann Bernoulli, matematico svizzero (n. 1667)
- 1748 - Raulo Costanzo Falletti, arcivescovo cattolico italiano (n. 1675)
- 1758 - Antonio Cocchi, medico, naturalista e scrittore italiano (n. 1695)
- 1759 - Jacques-Joachim Trotti de La Chétardie, diplomatico francese (n. 1705)
- 1765 - Michele Moncada, religioso italiano (n. 1701)
- 1766 - Giacomo Francesco Edoardo Stuart, nobile inglese (n. 1688)
- 1768 - Jean Restout, pittore francese (n. 1692)
- 1775 - Ahmad Shah Bahadur, indiano (n. 1725)
- 1777 - Emanuele Barbella, compositore e violinista italiano (n. 1718)
- 1777 - Troiano Spinelli, filosofo, economista e storico italiano (n. 1712)
- 1780 - Johann Ludwig Krebs, compositore e organista tedesco (n. 1713)
- 1780 - D'Hannetaire, attore teatrale e regista teatrale francese (n. 1718)
- 1781 - Giovanni Lodovico Bianconi, medico e antiquario italiano (n. 1717)
- 1782 - Johann Christian Bach, compositore tedesco (n. 1735)
- 1782 - Juan Crespi, missionario spagnolo (n. 1721)
- 1786 - Girolamo Maria da Caltanissetta, presbitero italiano (n. 1712)
- 1787 - José Anastacio da Cunha, matematico portoghese (n. 1744)
- 1787 - Arthur Middleton, politico statunitense (n. 1742)
- 1793 - Francesco Guardi, pittore italiano (n. 1712)
- 1794 - Simon Denis, pittore fiammingo (n. 1755)
- 1796 - Alexandre-Théophile Vandermonde, matematico francese (n. 1735)
- 1800 - Vincenzo Lupoli, vescovo cattolico e scrittore italiano (n. 1737)

## XIX secolo(66)
- 1803 - Luigi Mayer, disegnatore e pittore italiano (n. 1755)
- 1805 - Jean Henri Latude, avventuriero e scrittore francese (n. 1725)
- 1808 - Johann Christian Neuber, orafo e museologo tedesco (n. 1736)
- 1808 - Luisa di Sassonia-Gotha-Altenburg, nobile tedesca (n. 1756)
- 1817 - Martin Heinrich Klaproth, chimico tedesco (n. 1743)
- 1818 - Fedele Fenaroli, compositore italiano (n. 1730)
- 1821 - Stefano Antonio Morcelli, epigrafista e gesuita italiano (n. 1737)
- 1821 - Johann Carl Wilhelm Voigt, geologo tedesco (n. 1752)
- 1824 - Vincenzo Maria Strambi, vescovo cattolico e religioso italiano (n. 1745)
- 1825 - Giovanni Biroli, medico, botanico e docente italiano (n. 1772)
- 1825 - Filippo Rossi, fantino italiano (n. 1775)
- 1830 - Giuseppe Maria Pietro Grimaldi, arcivescovo cattolico italiano (n. 1754)
- 1833 - Pavel Ivanovič Brjullo, scultore e pittore russo (n. 1760)
- 1833 - Giuseppe Rospigliosi, nobile e politico italiano (n. 1755)
- 1836 - Giorgio Libri-Bagnano, giornalista italiano (n. 1780)
- 1843 - François-Xavier Le Chauff de la Blanchetière, generale francese (n. 1790)
- 1844 - Gustave-Maximilien-Juste de Croÿ-Solre, cardinale e arcivescovo cattolico francese (n. 1773)
- 1844 - George Harpur Crewe, politico inglese (n. 1795)
- 1845 - William Nott, ufficiale britannico (n. 1782)
- 1847 - Antonio Diedo, architetto italiano (n. 1772)
- 1849 - George Eden, I conte di Auckland, politico inglese (n. 1784)
- 1850 - Federica di Prussia, nobile (n. 1796)
- 1850 - Raphael Georg Kiesewetter, scrittore e musicista ceco (n. 1773)
- 1850 - Eduard von Woyna, militare, diplomatico e nobile austriaco (n. 1795)
- 1851 - Giovanni Giuseppe Canali, patriarca cattolico e arcivescovo cattolico italiano (n. 1781)
- 1851 - Johann Heinrich Friedrich Link, biologo, botanico e naturalista tedesco (n. 1767)
- 1851 - Leopoldo II di Lippe, principe tedesco (n. 1796)
- 1852 - John George Children, chimico, mineralogista e naturalista britannico (n. 1777)
- 1856 - John MacPherson Berrien, politico statunitense (n. 1781)
- 1858 - Ieroteo II di Alessandria, vescovo ortodosso greco
- 1858 - Baltazar Mathias Keilhau, geologo e esploratore norvegese (n. 1797)
- 1858 - Eliza Leslie, scrittrice statunitense (n. 1787)
- 1861 - Francesco Franco, presbitero, docente e poeta italiano (n. 1795)
- 1862 - Michail Ostrogradskij, matematico e fisico russo (n. 1801)
- 1864 - Friedrich Egermann, artista tedesco (n. 1777)
- 1865 - Fortunato Pio Castellani, orafo, antiquario e collezionista d'arte italiano (n. 1794)
- 1868 - Eduardo Corazzini, patriota italiano (n. 1836)
- 1869 - James Barton Longacre, incisore e medaglista statunitense (n. 1794)
- 1875 - Jacques Crétineau-Joly, giornalista e storico francese (n. 1803)
- 1877 - Karl von Urban, militare austriaco (n. 1802)
- 1880 - Edmond de Biéville, drammaturgo e giornalista francese (n. 1814)
- 1880 - Charles de Gaulle, scrittore francese (n. 1837)
- 1881 - Auguste Blanqui, rivoluzionario, attivista e politico francese (n. 1805)
- 1883 - Francis Charteris, IX conte di Wemyss, nobile scozzese (n. 1796)
- 1884 - Pompeo Provana del Sabbione, politico e militare italiano (n. 1816)
- 1884 - Gaetano Sangiorgi, politico italiano (n. 1823)
- 1886 - Giuseppe Maria da Palermo, religioso italiano (n. 1864)
- 1886 - Vittorio Imbriani, scrittore italiano (n. 1840)
- 1886 - Valentino Pupin, pittore italiano (n. 1830)
- 1887 - Giuseppe Poloni, fisico italiano (n. 1851)
- 1888 - Giuseppe Palizzi, pittore italiano (n. 1812)
- 1888 - Maria Federica d'Assia-Kassel, principessa tedesca (n. 1804)
- 1891 - John Marshall, chirurgo britannico (n. 1818)
- 1891 - Antonio Stoppani, geologo, paleontologo e patriota italiano (n. 1824)
- 1892 - Antoine-Nicolas Bailly, architetto francese (n. 1810)
- 1892 - Heribert Höffern von Saalfeld, generale austriaco (n. 1822)
- 1892 - Beniamino Montemerlo, avvocato e politico italiano (n. 1823)
- 1893 - Eben Norton Horsford, scienziato statunitense (n. 1818)
- 1894 - Heinrich Rudolf Hertz, fisico tedesco (n. 1857)
- 1894 - Edmond Modeste Lescarbault, medico e astronomo francese (n. 1814)
- 1895 - Nizam ul-Mulk, principe indiano (n. 1861)
- 1896 - Alfred Ely Beach, inventore e editore statunitense (n. 1826)
- 1897 - Adolfo Caminha, poeta e scrittore brasiliano (n. 1867)
- 1897 - Paul Hermann Wilhelm Taubert, botanico tedesco (n. 1862)
- 1898 - Giuseppe Telfener, imprenditore e politico italiano (n. 1839)
- 1899 - George Escol Sellers, imprenditore, ingegnere meccanico e inventore statunitense (n. 1808)

## XX secolo(315)
- 1901 - Ignatius Donnelly, politico e saggista statunitense (n. 1831)
- 1901 - Sophus Schandorph, scrittore danese (n. 1836)
- 1901 - Gottlieb Viehe, missionario tedesco (n. 1839)
- 1905 - Mabel Cahill, tennista irlandese (n. 1863)
- 1905 - Benoît-Marie Langénieux, cardinale e arcivescovo cattolico francese (n. 1824)
- 1905 - Valentin Paquay, francescano belga (n. 1828)
- 1907 - Cyrill Kistler, compositore, teorico della musica e insegnante tedesco (n. 1848)
- 1908 - Vera Spiridonovna Ljubatovič, rivoluzionaria russa (n. 1855)
- 1909 - Eugenio Giuseppe Conti, pittore italiano (n. 1842)
- 1910 - Harriet Powers, artista statunitense (n. 1837)
- 1913 - Carlo Agnoletti, presbitero e storico italiano (n. 1845)
- 1913 - Ernest Guilbert, scultore francese (n. 1848)
- 1915 - Augusto Silvestrelli, politico italiano (n. 1834)
- 1916 - Vincenzo Zecca, scrittore, storico e archeologo italiano (n. 1832)
- 1917 - Agnes Dean Abbatt, pittrice e illustratrice statunitense (n. 1847)
- 1917 - Paolo Fabrizi, politico e medico italiano (n. 1843)
- 1919 - Hugo Blümner, archeologo e filologo classico tedesco (n. 1844)
- 1919 - Giovanni Broggi, scultore italiano (n. 1853)
- 1919 - David Lubin, mercante e filantropo polacco (n. 1849)
- 1919 - Dante Racca, sindacalista italiano (n. 1865)
- 1920 - Sigismondo Gorazdowski, presbitero polacco (n. 1845)
- 1920 - Růžena Svobodová, scrittrice ceca (n. 1868)
- 1921 - Edmund Guerrier, statunitense (n. 1840)
- 1921 - Romolo Meli, ingegnere, geologo e paleontologo italiano (n. 1852)
- 1921 - Theobald von Bethmann-Hollweg, politico tedesco (n. 1856)
- 1922 - Miloš Čech, vescovo vetero-cattolico ceco (n. 1855)
- 1923 - Wee Willie Keeler, giocatore di baseball e allenatore di baseball statunitense (n. 1872)
- 1923 - Giovanni Tranquilli, italiano (n. 1827)
- 1923 - Ettore Vivani, militare italiano (n. 1893)
- 1924 - Billy Miske, pugile statunitense (n. 1894)
- 1925 - Georg Mühlberg, pittore, disegnatore e illustratore tedesco (n. 1863)
- 1926 - Jean-Auguste Brutails, storico, archivista e paleografo francese (n. 1859)
- 1926 - Emilio Stramucci, architetto italiano (n. 1845)
- 1927 - Denis Joseph O'Connell, vescovo cattolico irlandese (n. 1849)
- 1928 - Paul Roussel, scultore francese (n. 1867)
- 1928 - Saqr bin Zayed Al Nahyan, sovrano emiratino (n. 1887)
- 1929 - Burton Downing, pistard statunitense (n. 1885)
- 1929 - Oddone Tomasi, pittore e incisore italiano (n. 1884)
- 1930 - Mark Guy Pearse, predicatore e scrittore inglese (n. 1842)
- 1931 - Martinus Willem Beijerinck, microbiologo e botanico olandese (n. 1851)
- 1931 - Hjalmar Bergman, scrittore e sceneggiatore svedese (n. 1883)
- 1932 - Georg Goetz, filologo classico tedesco (n. 1849)
- 1932 - Stéphane Gsell, archeologo e storico francese (n. 1864)
- 1932 - Gastone Monaldi, attore e drammaturgo italiano (n. 1882)
- 1934 - Jakob Wassermann, scrittore, biografo e saggista tedesco (n. 1873)
- 1935 - Francis Alphonsus Bourne, cardinale e arcivescovo cattolico britannico (n. 1861)
- 1935 - Gottlieb von Jagow, politico tedesco (n. 1863)
- 1935 - Luigi Morgari, pittore italiano (n. 1857)
- 1937 - Lodovico Mortara, giurista, magistrato e politico italiano (n. 1855)
- 1937 - Grafton Elliot Smith, anatomista e egittologo britannico (n. 1871)
- 1938 - Alice Bailly, pittrice svizzera (n. 1872)
- 1939 - Sidney Herbert Ray, antropologo e linguista britannico (n. 1858)
- 1940 - Margaret Elizabeth Buchanan, farmacista britannica (n. 1865)
- 1940 - Jean Discart, pittore italiano (n. 1855)
- 1940 - Domenico Ferri, pittore italiano (n. 1857)
- 1940 - Yamauchi Fusajirō, imprenditore giapponese (n. 1859)
- 1941 - Guido Balsamo Stella, pittore e incisore italiano (n. 1882)
- 1941 - Giulio Venini, militare italiano (n. 1915)
- 1942 - Bódog Beck, medico ungherese (n. 1871)
- 1942 - Paul Clairmont, chirurgo austriaco (n. 1875)
- 1943 - Francesco Cescato, militare italiano (n. 1917)
- 1943 - Nadežda Gernet, matematica russa (n. 1877)
- 1943 - Marian Konopiński, presbitero polacco (n. 1907)
- 1943 - Angelo Prunas, politico e avvocato italiano (n. 1880)
- 1943 - Willi Reinfrank, sollevatore tedesco (n. 1903)
- 1944 - František Blažek, architetto ceco (n. 1863)
- 1944 - Carlo Bonacini, matematico e fisico italiano (n. 1867)
- 1944 - Luigi Cima, pittore italiano (n. 1860)
- 1944 - Edwin Lutyens, architetto e designer britannico (n. 1869)
- 1944 - Vladimir Georgievič Šmidtgof, regista cinematografico russo (n. 1900)
- 1945 - Georges Bruhat, fisico francese (n. 1887)
- 1945 - Fritz Brupbacher, medico e scrittore svizzero (n. 1874)
- 1945 - Hermann Buse, ciclista su strada tedesco (n. 1907)
- 1945 - Guido Cantini, commediografo e scrittore italiano (n. 1889)
- 1945 - Armando Gill, cantautore e attore italiano (n. 1877)
- 1945 - Manlio Longon, partigiano e dirigente d'azienda italiano (n. 1911)
- 1945 - Leonhard von Möllendorff, militare tedesco (n. 1918)
- 1946 - Ugo Ojetti, scrittore, critico d'arte e giornalista italiano (n. 1871)
- 1947 - Walter Kaufmann, fisico tedesco (n. 1871)
- 1947 - Arthur Loft, attore statunitense (n. 1897)
- 1949 - Ugo Buttà, generale italiano (n. 1891)
- 1949 - Johan Søhr, giurista norvegese (n. 1867)
- 1949 - Vito Timmel, pittore italiano (n. 1886)
- 1950 - Alfred C. Abadie, attore, sceneggiatore e produttore cinematografico statunitense (n. 1878)
- 1950 - Tom Patricola, chitarrista, comico e ballerino statunitense (n. 1891)
- 1951 - Brizio De Sanctis, politico italiano (n. 1863)
- 1951 - Giuseppe Migone, arcivescovo cattolico italiano (n. 1875)
- 1951 - Jan Valtin, agente segreto tedesco (n. 1905)
- 1951 - Nikolaj Zubarev, scacchista russo (n. 1894)
- 1952 - Kenneth Hayes Miller, pittore statunitense (n. 1876)
- 1952 - Şehzade Abdürrahim Hayri, principe ottomano (n. 1894)
- 1953 - Maksim Alekseevič Purkaev, generale e politico sovietico (n. 1894)
- 1953 - Ludomir Różycki, compositore e direttore d'orchestra polacco (n. 1883)
- 1953 - Emanuele Trigona, ingegnere, dirigente d'azienda e politico italiano (n. 1878)
- 1953 - Hank Williams, cantautore statunitense (n. 1923)
- 1954 - Giuseppe Aonzo, comandante marittimo e militare italiano (n. 1887)
- 1954 - Leonard Bacon, poeta, critico letterario e traduttore statunitense (n. 1887)
- 1954 - Jules Brocherel, etnologo italiano (n. 1871)
- 1954 - Duff Cooper, politico britannico (n. 1890)
- 1954 - José Millán-Astray, generale e politico spagnolo (n. 1879)
- 1954 - Ugo Sirovich, magistrato e politico italiano (n. 1878)
- 1955 - Alvaro Leonardi, ufficiale e aviatore italiano (n. 1895)
- 1955 - Arthur Caswell Parker, archeologo, storico e etnologo statunitense (n. 1881)
- 1956 - Umberto Gelmetti, politico italiano (n. 1895)
- 1957 - Eugen Payer, allenatore di calcio ungherese (n. 1891)
- 1957 - Hans Wölpert, sollevatore tedesco (n. 1898)
- 1958 - Louis Blaringhem, agronomo e botanico francese (n. 1878)
- 1958 - Antal Mally, allenatore di calcio e calciatore ungherese (n. 1890)
- 1958 - Edward Weston, fotografo statunitense (n. 1886)
- 1959 - Incidente di Cecil Kelley, chimico statunitense (n. 1920)
- 1959 - Antonio López Herranz, calciatore e allenatore di calcio spagnolo (n. 1913)
- 1960 - Paul-Emile Bécat, pittore, incisore e disegnatore francese (n. 1885)
- 1960 - Ferdinando De Masellis, generale e aviatore italiano (n. 1874)
- 1960 - Rinaldo Morchio, calciatore italiano (n. 1900)
- 1960 - Francesco Occhiuzzi, calciatore uruguaiano (n. 1905)
- 1960 - Kurt Sucksdorff, hockeista su ghiaccio svedese (n. 1904)
- 1960 - Margaret Sullavan, attrice statunitense (n. 1909)
- 1961 - Harold Stevens, conduttore radiofonico e militare britannico (n. 1883)
- 1962 - Henry Bucknall, canottiere britannico (n. 1885)
- 1962 - Mario Cavalla, saltatore con gli sci italiano (n. 1902)
- 1962 - Filippo Del Giudice, produttore cinematografico italiano (n. 1892)
- 1962 - Tarcisio Fusco, compositore, direttore d'orchestra e pianista italiano (n. 1904)
- 1962 - Agostino Mancinelli, arcivescovo cattolico italiano (n. 1882)
- 1962 - Diego Martínez Barrio, politico spagnolo (n. 1883)
- 1962 - Ettore Piazza, scrittore, poeta e drammaturgo italiano (n. 1901)
- 1962 - Frances Rivett-Carnac, velista britannica (n. 1874)
- 1962 - Hans von Salmuth, generale tedesco (n. 1888)
- 1963 - Fernando Altimani, marciatore italiano (n. 1893)
- 1963 - Leone Azzali, politico italiano (n. 1880)
- 1963 - Ulrich Kleemann, generale tedesco (n. 1892)
- 1963 - Bill Parker, fumettista statunitense (n. 1911)
- 1963 - Enrico Redenti, giurista italiano (n. 1883)
- 1964 - Thyge Petersen, pugile danese (n. 1902)
- 1964 - Folkman Schaanning, attore norvegese (n. 1886)
- 1964 - Bishara al-Khuri, politico libanese (n. 1890)
- 1965 - Romolo Costa, attore e doppiatore italiano (n. 1897)
- 1965 - Mariano Picón Salas, scrittore, diplomatico e storico venezuelano (n. 1901)
- 1965 - Antonio Pietropaolo, anarchico e partigiano italiano (n. 1899)
- 1965 - Juan Bautista Plaza, compositore venezuelano (n. 1898)
- 1965 - Ray Reed, pilota automobilistico rhodesiano (n. 1932)
- 1965 - Nino Resegotti, arbitro di calcio e allenatore di calcio italiano (n. 1876)
- 1965 - Fritz Retter, calciatore tedesco (n. 1896)
- 1965 - George Simpson, meteorologo e esploratore britannico (n. 1878)
- 1965 - Ludwig Wrede, pattinatore artistico su ghiaccio austriaco (n. 1894)
- 1966 - Vincent Auriol, politico francese (n. 1884)
- 1966 - Ubaldo Bianchi, lottatore italiano (n. 1890)
- 1966 - Friedrich Wilhelm Levi, matematico tedesco (n. 1888)
- 1966 - Noè Pajetta, avvocato, partigiano e politico italiano (n. 1889)
- 1967 - Antonio Bonezzi, calciatore argentino (n. 1931)
- 1968 - Herschel Baltimore, cestista statunitense (n. 1921)
- 1968 - Ileana Leonidoff, danzatrice, coreografa e attrice russa (n. 1893)
- 1968 - Ugo Morin, matematico e antifascista italiano (n. 1901)
- 1969 - Vannuccio Faralli, giornalista, partigiano e politico italiano (n. 1891)
- 1969 - Vera Holme, attrice e attivista britannica (n. 1881)
- 1969 - Barton MacLane, attore statunitense (n. 1902)
- 1969 - Angelo Musco, musicista e compositore italiano (n. 1925)
- 1969 - Bruno Söderström, astista, altista e giavellottista svedese (n. 1881)
- 1969 - Vittorio Emanuele Terragni, ufficiale, generale e scrittore italiano (n. 1894)
- 1970 - Eduard von Borsody, regista, direttore della fotografia e sceneggiatore austriaco (n. 1898)
- 1970 - Werner Kuhnt, calciatore tedesco (n. 1893)
- 1970 - Paavo Myllylä, militare e aviatore finlandese (n. 1918)
- 1970 - Howard Scott, ingegnere statunitense (n. 1890)
- 1971 - Mario Battaglini, rugbista a 15 e allenatore di rugby a 15 italiano (n. 1919)
- 1971 - Werner Zahn, bobbista tedesco (n. 1890)
- 1972 - Saro Arcidiacono, attore italiano (n. 1886)
- 1972 - Maurice Chevalier, attore e cantante francese (n. 1888)
- 1972 - Pietro Linari, ciclista su strada e pistard italiano (n. 1896)
- 1972 - Massimo V, arcivescovo ortodosso greco (n. 1897)
- 1972 - Gaston Quiribet, regista, direttore della fotografia e sceneggiatore francese (n. 1888)
- 1972 - Marcelo Rodríguez, rugbista a 15 argentino (n. 1953)
- 1973 - Mario Massa, sceneggiatore, regista e scrittore italiano (n. 1897)
- 1973 - Gino Pedrazzoli, generale italiano (n. 1884)
- 1973 - Giambattista Salinari, partigiano e storico della letteratura italiano (n. 1909)
- 1974 - Georg Andersen, calciatore norvegese (n. 1893)
- 1974 - Pietro Porqueddu, cantante italiano (n. 1894)
- 1974 - Lillian D. Rock, avvocata, attivista e politica statunitense (n. 1896)
- 1975 - Kalle Anttila, lottatore finlandese (n. 1887)
- 1975 - Giuseppe Bovini, archeologo italiano (n. 1915)
- 1975 - Giuseppe Grigoli, allenatore di calcio e calciatore italiano (n. 1902)
- 1975 - Ken Loeffler, allenatore di pallacanestro statunitense (n. 1902)
- 1975 - Mary Meilak, poetessa maltese (n. 1905)
- 1975 - Kyūsaku Ogino, ginecologo giapponese (n. 1882)
- 1975 - Arthur Pierson, regista e attore statunitense (n. 1901)
- 1976 - Tarab Abdul Hadi, attivista palestinese (n. 1910)
- 1976 - Mario Alborta, calciatore boliviano (n. 1910)
- 1976 - Walter Janssen, attore e regista tedesco (n. 1887)
- 1976 - Oleg Ošenkov, allenatore di calcio e calciatore sovietico (n. 1911)
- 1976 - Augusto Ravetta, calciatore italiano (n. 1910)
- 1977 - Hamilton MacFadden, regista, attore e sceneggiatore statunitense (n. 1901)
- 1978 - Max Ascoli, politologo italiano (n. 1898)
- 1978 - Giorgio Dardanelli, ingegnere italiano (n. 1909)
- 1978 - Jimmy Gibson, calciatore scozzese (n. 1901)
- 1978 - S. Poniman, cantante e attore indonesiano (n. 1910)
- 1979 - Arnaldo Fabriani, politico, sindacalista e giornalista italiano (n. 1898)
- 1979 - Il'ja Saulovič Ol'švanger, regista sovietico (n. 1923)
- 1980 - Marcello Albani, regista e sceneggiatore italiano (n. 1905)
- 1980 - Irene Aloisi, attrice italiana (n. 1925)
- 1980 - Alfredo Casati, dirigente sportivo italiano (n. 1918)
- 1980 - Adolph Deutsch, compositore britannico (n. 1897)
- 1980 - Pierre Mony, calciatore francese (n. 1896)
- 1980 - Pietro Nenni, politico e giornalista italiano (n. 1891)
- 1980 - Mario Alberto Rollier, chimico, partigiano e politico italiano (n. 1909)
- 1980 - Nils Skoglund, tuffatore e pallanuotista svedese (n. 1906)
- 1980 - Frank Wykoff, velocista statunitense (n. 1909)
- 1981 - Neville Coleman, calciatore inglese (n. 1930)
- 1981 - Oumarou Ganda, regista e attore nigerino (n. 1935)
- 1981 - Ceferino Garcia, pugile filippino (n. 1912)
- 1981 - Albert Henry, politico cookese (n. 1907)
- 1981 - Geoffrey Holiday Hall, scrittore statunitense (n. 1913)
- 1981 - David Littmann, cardiologo statunitense (n. 1906)
- 1981 - Hephzibah Menuhin, pianista, attivista e scrittrice statunitense (n. 1920)
- 1981 - Kazimierz Michałowski, archeologo e egittologo polacco (n. 1901)
- 1981 - Virgilio Ripa, compositore italiano (n. 1910)
- 1981 - Mauri Rose, pilota automobilistico e ingegnere statunitense (n. 1906)
- 1981 - Matt Vaniel, cestista statunitense (n. 1919)
- 1982 - Paul Belmondo, scultore francese (n. 1898)
- 1982 - Estella Blain, attrice e cantante francese (n. 1930)
- 1982 - Victor Buono, attore e comico statunitense (n. 1938)
- 1982 - Margot Grahame, attrice britannica (n. 1911)
- 1982 - Emilio Rancilio, calciatore italiano (n. 1913)
- 1983 - David Buttolph, compositore statunitense (n. 1902)
- 1983 - Agnese Dubbini, attrice e mezzosoprano italiana (n. 1907)
- 1983 - Giorgio Turin, calciatore italiano (n. 1891)
- 1983 - Arie de Winter, calciatore olandese (n. 1913)
- 1984 - Max Ellmer, tennista svizzero (n. 1909)
- 1984 - Alexis Korner, musicista inglese (n. 1928)
- 1984 - Fang Ganmin, pittore cinese (n. 1906)
- 1984 - Osvaldo Sacchi, allenatore di calcio e calciatore italiano (n. 1900)
- 1984 - Mario Sassano, politico italiano (n. 1923)
- 1984 - Kaarlo Vähämäki, ginnasta finlandese (n. 1892)
- 1985 - Billy Brown, calciatore inglese (n. 1900)
- 1985 - Raoul Pène Du Bois, costumista statunitense (n. 1914)
- 1985 - Luigi Giuseppe Giuliani, calciatore italiano (n. 1905)
- 1985 - H.A. Hambleton, calciatore inglese (n. 1896)
- 1985 - Mario Meggiorini, calciatore italiano (n. 1937)
- 1985 - Herbert Shelton, saggista, attivista e pacifista statunitense (n. 1895)
- 1985 - Knud Vermehren, ginnasta danese (n. 1890)
- 1986 - David Cecil, biografo, anglista e scrittore britannico (n. 1902)
- 1986 - Marty Friedman, cestista e allenatore di pallacanestro statunitense (n. 1889)
- 1987 - Antonio Altomonte, scrittore e giornalista italiano (n. 1934)
- 1987 - Mario Scanu, cantante italiano (n. 1910)
- 1987 - Gustavo Teixeira, calciatore portoghese (n. 1908)
- 1988 - Marcel Hillaire, attore tedesco (n. 1908)
- 1988 - Hiroaki Satō, calciatore giapponese (n. 1932)
- 1989 - Adol'f Solomonovič Bergunker, regista cinematografico sovietico (n. 1906)
- 1989 - Erwin Hein, alpinista, geodeta e cartografo austriaco (n. 1905)
- 1989 - Bruna Moretti, disegnatrice, illustratrice e pittrice italiana (n. 1904)
- 1990 - Ernst Kuzorra, calciatore e allenatore di calcio tedesco (n. 1905)
- 1990 - Vittorio Marangone, politico italiano (n. 1912)
- 1990 - Tomáš Týn, filosofo e teologo ceco (n. 1950)
- 1991 - Inga Gentzel, mezzofondista e velocista svedese (n. 1908)
- 1991 - Buck Ram, compositore, paroliere e produttore discografico statunitense (n. 1907)
- 1992 - Cele Abba, attrice italiana (n. 1906)
- 1992 - Jack Badham, allenatore di calcio e calciatore inglese (n. 1919)
- 1992 - Tonino Canu, cantante italiano (n. 1932)
- 1992 - Leto Casini, presbitero italiano (n. 1902)
- 1992 - Ennio D'Aniello, politico italiano (n. 1918)
- 1992 - Grace Murray Hopper, matematica, informatica e militare statunitense (n. 1906)
- 1992 - Oskar Munzel, generale tedesco (n. 1899)
- 1992 - Alf Nilsen, calciatore norvegese (n. 1908)
- 1992 - Aldo Valletti, attore italiano (n. 1930)
- 1993 - Italo Bellini, tiratore a volo italiano (n. 1915)
- 1993 - June Clayworth, attrice statunitense (n. 1912)
- 1993 - Totò Mignone, attore e ballerino italiano (n. 1906)
- 1994 - Angelo Bianchetti, architetto italiano (n. 1911)
- 1994 - William Chappell, ballerino, scenografo e attore britannico (n. 1907)
- 1994 - Silvano Ippoliti, direttore della fotografia italiano (n. 1922)
- 1994 - Laima Jukelienė, cestista sovietica (n. 1942)
- 1994 - Arthur Porritt, politico, militare e chirurgo neozelandese (n. 1900)
- 1994 - Cesar Romero, attore statunitense (n. 1907)
- 1994 - Werner Schwab, scrittore e drammaturgo austriaco (n. 1958)
- 1995 - Leigh Bowery, artista australiano (n. 1961)
- 1995 - Filibello, paroliere, giornalista e compositore italiano (n. 1900)
- 1995 - Nina Leen, fotografa statunitense (n. 1906)
- 1995 - Robert Niederkirchner, calciatore tedesco (n. 1924)
- 1995 - Ugo Piazzi, politico e sindacalista italiano (n. 1912)
- 1995 - Frederick West, serial killer britannico (n. 1941)
- 1995 - Eugene Wigner, fisico e matematico ungherese (n. 1902)
- 1995 - Sara Zyskind, scrittrice e superstite dell'Olocausto polacca (n. 1927)
- 1996 - Gertrude Blanch, matematica russa (n. 1897)
- 1996 - Ettore Cedraschi, scultore italiano (n. 1909)
- 1996 - Sergej Jakovlev, attore sovietico (n. 1925)
- 1996 - Seo Ji-won, cantante sudcoreano (n. 1976)
- 1996 - Jean Piel, scrittore, editore e filosofo francese (n. 1902)
- 1996 - Alifa Rifaat, scrittrice egiziana (n. 1930)
- 1996 - Arthur Rudolph, ingegnere meccanico tedesco (n. 1906)
- 1996 - Luigi Tentorio, calciatore, allenatore di calcio e dirigente sportivo italiano (n. 1906)
- 1996 - Virgil W. Vogel, regista statunitense (n. 1919)
- 1997 - Eraldo Bedendo, calciatore e allenatore di calcio italiano (n. 1908)
- 1997 - Carlos Carus, calciatore messicano (n. 1930)
- 1997 - Asnoldo Devonish, triplista e lunghista venezuelano (n. 1932)
- 1997 - Al Eugster, animatore, scrittore e regista statunitense (n. 1909)
- 1997 - Ivan Graziani, cantautore e chitarrista italiano (n. 1945)
- 1997 - Joan Rice, attrice britannica (n. 1930)
- 1997 - Townes Van Zandt, cantautore statunitense (n. 1944)
- 1997 - Franco Volpi, attore italiano (n. 1921)
- 1998 - Muhamet Dibra, calciatore albanese (n. 1923)
- 1998 - Franco Estil, ballerino e coreografo italiano (n. 1934)
- 1998 - Piero Filippone, scenografo italiano (n. 1911)
- 1998 - Romano Galeffi, filosofo italiano (n. 1915)
- 1998 - James Edward Gordon, ingegnere inglese (n. 1913)
- 1998 - David Schildkraut, sassofonista statunitense (n. 1925)
- 1998 - Åke Seyffarth, pattinatore di velocità su ghiaccio e ciclista su strada svedese (n. 1919)
- 1998 - Helen Wills Moody, tennista, pittrice e scrittrice statunitense (n. 1905)
- 1999 - Vítor Baptista, calciatore portoghese (n. 1948)
- 1999 - Rafael Iglesias, pugile argentino (n. 1924)
- 1999 - Vittorio Olcese, politico italiano (n. 1925)
- 1999 - Henry Roth, violinista e musicologo statunitense (n. 1916)
- 1999 - Henry Tiller, pugile norvegese (n. 1914)
- 2000 - Angelo Azzolina, politico italiano (n. 1943)
- 2000 - Marcello Creti, inventore e sensitivo italiano (n. 1922)
- 2000 - Hank Evans, cestista statunitense (n. 1914)
- 2000 - Stan Patrick, cestista e allenatore di pallacanestro statunitense (n. 1922)
- 2000 - Jean-Pierre Staelens, cestista francese (n. 1945)
- 2000 - Hans Werthén, ingegnere e dirigente d'azienda svedese (n. 1919)

## XXI secolo(174)
- 2001 - Rosario Borelli, attore, cantante e regista italiano (n. 1927)
- 2001 - Ludwig Hörmann, ciclista su strada e pistard tedesco (n. 1918)
- 2001 - Edgardo Scappini, ciclista su strada italiano (n. 1911)
- 2001 - Harry Thumann, tastierista, produttore discografico e compositore tedesco (n. 1952)
- 2001 - Ray Walston, attore statunitense (n. 1914)
- 2002 - Mohand-Aârav Bessaoud, scrittore e attivista berbero (n. 1924)
- 2002 - Rolando Del Bello, tennista italiano (n. 1925)
- 2002 - Awa Dia, cestista senegalese
- 2002 - Jack C. Haldeman II, scrittore di fantascienza statunitense (n. 1941)
- 2002 - Hellmuth Marx, scultore austriaco (n. 1915)
- 2002 - Bonnie Mealing, nuotatrice australiana (n. 1912)
- 2002 - Umberto Menti, calciatore e allenatore di calcio italiano (n. 1917)
- 2002 - Norman Nielson, calciatore sudafricano (n. 1928)
- 2002 - Carol Ohmart, attrice e modella statunitense (n. 1927)
- 2002 - Ted Rigg, cestista statunitense (n. 1913)
- 2002 - Charles Segal, filologo classico e latinista statunitense (n. 1936)
- 2002 - Meg Wyllie, attrice statunitense (n. 1917)
- 2003 - Royce D. Applegate, attore statunitense (n. 1939)
- 2003 - Joe Foss, militare, aviatore e politico statunitense (n. 1915)
- 2003 - Giorgio Gaber, cantautore, drammaturgo e attore italiano (n. 1939)
- 2003 - Milan Janić, canoista serbo (n. 1957)
- 2003 - Joel Antônio Martins, calciatore brasiliano (n. 1931)
- 2004 - Denise Colomb, fotografa francese (n. 1902)
- 2004 - Teresa Pla Meseguer, politica, guerrigliera e antifascista spagnola (n. 1917)
- 2005 - Adriano Bolzoni, regista, sceneggiatore e giornalista italiano (n. 1919)
- 2005 - Shirley Chisholm, politica e attivista statunitense (n. 1924)
- 2005 - Hugh Davies, musicologo e compositore inglese (n. 1943)
- 2005 - Adolfo Fiumanò, politico italiano (n. 1914)
- 2005 - Eugene James Martin, pittore statunitense (n. 1938)
- 2005 - Bob Matsui, politico statunitense (n. 1941)
- 2005 - Dmitrij Neljubin, ciclista su strada e pistard sovietico (n. 1971)
- 2005 - Willem Scholten, politico olandese (n. 1927)
- 2006 - Angelo Vicardi, ginnasta italiano (n. 1936)
- 2007 - Thierry Bacconnier, calciatore francese (n. 1963)
- 2007 - Tiberio Colantuoni, fumettista italiano (n. 1935)
- 2007 - Leonard Fraser, serial killer australiano (n. 1951)
- 2007 - Tillie Olsen, scrittrice statunitense (n. 1912)
- 2007 - Lucia Mastrodomenico, giornalista e attivista italiana (n. 1952)
- 2007 - Del Reeves, cantautore statunitense (n. 1932)
- 2007 - Giuseppe Santonastaso, politico e ingegnere italiano (n. 1925)
- 2007 - Darrent Williams, giocatore di football americano statunitense (n. 1982)
- 2008 - Bill Bonanno, criminale e scrittore statunitense (n. 1932)
- 2008 - Frank Donlavey, allenatore di calcio e calciatore scozzese (n. 1945)
- 2009 - Ron Asheton, chitarrista statunitense (n. 1948)
- 2009 - Walter De Rigo, imprenditore e politico italiano (n. 1932)
- 2009 - Conor Fahy, filologo e italianista britannico (n. 1928)
- 2009 - Helen Horton, attrice statunitense (n. 1923)
- 2009 - Franco Lanfredi, ufficiale e aviatore italiano (n. 1920)
- 2009 - Dedi Montano, soprano italiano (n. 1917)
- 2009 - Claiborne Pell, politico, militare e diplomatico statunitense (n. 1918)
- 2009 - Edmund Purdom, attore e doppiatore britannico (n. 1924)
- 2009 - Nizar Rayyan, terrorista palestinese (n. 1959)
- 2009 - Johannes Mario Simmel, scrittore, sceneggiatore e giornalista austriaco (n. 1924)
- 2009 - Helen Suzman, politica e attivista sudafricana (n. 1917)
- 2009 - Gianni Uccelli, calciatore italiano (n. 1937)
- 2009 - Giorgio de Marchis, scrittore, giornalista e critico d'arte italiano (n. 1930)
- 2010 - Kurt Birkle, astronomo tedesco (n. 1939)
- 2010 - Sergio Messen, calciatore cileno (n. 1949)
- 2010 - Freya von Moltke, scrittrice tedesca (n. 1911)
- 2010 - Marlene Neubauer-Woerner, scultrice tedesca (n. 1918)
- 2010 - John Poncar, cestista statunitense (n. 1913)
- 2010 - Jean-Pierre Posca, calciatore francese (n. 1952)
- 2010 - Eduardo Ricagni, calciatore argentino (n. 1926)
- 2010 - Lhasa de Sela, cantautrice statunitense (n. 1972)
- 2010 - Giorgio Vaccarino, storico, partigiano e archivista italiano (n. 1916)
- 2011 - Anna Anni, costumista e scenografa italiana (n. 1926)
- 2011 - Carlo Bernini, politico italiano (n. 1936)
- 2011 - Lewis des Brisay, pittore, illustratore e poeta britannico (n. 1927)
- 2011 - Charles Fambrough, bassista, compositore e produttore discografico statunitense (n. 1950)
- 2011 - Flemming Jørgensen, cantante pop e attore danese (n. 1947)
- 2011 - Reynaldo Dagsa, politico filippino (n. 1975)
- 2012 - Gary Ablett, calciatore e allenatore di calcio inglese (n. 1965)
- 2012 - Bob Anderson, attore e schermidore britannico (n. 1922)
- 2012 - Alfredo Battisti, arcivescovo cattolico italiano (n. 1925)
- 2012 - Anders Frandsen, cantante e conduttore televisivo danese (n. 1960)
- 2012 - Kiro Gligorov, politico macedone (n. 1917)
- 2012 - Vincentiu Grigorescu, pittore italiano (n. 1923)
- 2012 - Alessandro Liberati, medico italiano (n. 1954)
- 2012 - Marino di Teana, scultore italiano (n. 1920)
- 2013 - Lucio Dell'Angelo, calciatore italiano (n. 1938)
- 2013 - Franca Donaggio, sindacalista e politica italiana (n. 1947)
- 2013 - Patti Page, cantante statunitense (n. 1927)
- 2013 - Attilio Pierelli, scultore italiano (n. 1924)
- 2013 - Jozef Zachar, regista slovacco (n. 1920)
- 2014 - Milan Horvat, direttore d'orchestra croato (n. 1919)
- 2014 - Juanita Moore, attrice statunitense (n. 1914)
- 2014 - José Seguer, calciatore e allenatore di calcio spagnolo (n. 1923)
- 2015 - Ulrich Beck, sociologo e scrittore tedesco (n. 1944)
- 2015 - Mario Cuomo, avvocato e politico statunitense (n. 1932)
- 2015 - Giovanni Del Rio, politico italiano (n. 1925)
- 2015 - Omar Karami, politico libanese (n. 1934)
- 2015 - Géry-Jacques-Charles Leuliet, vescovo cattolico francese (n. 1910)
- 2015 - Jan Mathisen, calciatore norvegese (n. 1942)
- 2015 - Boris Vladimirovič Morukov, medico e cosmonauta russo (n. 1950)
- 2015 - Ninón Sevilla, attrice e ballerina messicana (n. 1929)
- 2015 - Donna Douglas, attrice e cantante statunitense (n. 1932)
- 2016 - Fazu Alijeva, poetessa russa (n. 1932)
- 2016 - Primo Brown, rapper italiano (n. 1976)
- 2016 - Dale Bumpers, politico e avvocato statunitense (n. 1925)
- 2016 - Helmut Koester, teologo statunitense (n. 1926)
- 2016 - Mike Oxley, politico statunitense (n. 1944)
- 2016 - Vilmos Zsigmond, direttore della fotografia ungherese (n. 1930)
- 2017 - Anthony Barnes Atkinson, economista britannico (n. 1944)
- 2017 - Hilarion Capucci, arcivescovo cattolico e attivista siriano (n. 1922)
- 2017 - William Craig, nuotatore statunitense (n. 1947)
- 2017 - Peter Farmer, scenografo britannico (n. 1936)
- 2017 - Marco Fini, giornalista, saggista e curatore editoriale italiano (n. 1934)
- 2017 - Lorne Loomer, canottiere canadese (n. 1937)
- 2017 - Aleksandr Čučelov, velista sovietico (n. 1933)
- 2018 - Gert Brauer, calciatore tedesco orientale (n. 1955)
- 2018 - Bruno Brighetti, paroliere e musicista italiano (n. 1926)
- 2018 - Fernando Cerulli, attore italiano (n. 1926)
- 2018 - Peter Evans, musicologo britannico (n. 1929)
- 2018 - Matti Köli, cestista finlandese (n. 1930)
- 2018 - Albino Longhi, giornalista italiano (n. 1929)
- 2018 - Hannu Rantakari, ginnasta finlandese (n. 1939)
- 2018 - Mauro Staccioli, scultore italiano (n. 1937)
- 2019 - Jurij Arcutanov, ingegnere russo (n. 1929)
- 2019 - Ivan Milanov Dimitrov, calciatore bulgaro (n. 1935)
- 2019 - Franco Tacelli, calciatore italiano (n. 1944)
- 2019 - Pegi Young, cantante statunitense (n. 1952)
- 2019 - Ruben Zackhras, politico marshallese (n. 1947)
- 2020 - Lexii Alijai, rapper statunitense (n. 1998)
- 2020 - Chris Barker, calciatore inglese (n. 1980)
- 2020 - Derek Barsham, cantante britannico (n. 1930)
- 2020 - Marius Bruat, calciatore francese (n. 1930)
- 2020 - Doug Hart, giocatore di football americano statunitense (n. 1939)
- 2020 - Don Larsen, giocatore di baseball statunitense (n. 1929)
- 2020 - Roland Minson, cestista e allenatore di pallacanestro statunitense (n. 1929)
- 2020 - Jaap Schröder, violinista e musicologo olandese (n. 1925)
- 2020 - David Stern, avvocato e dirigente sportivo statunitense (n. 1942)
- 2021 - Emanuele Chiapasco, giocatore di baseball, dirigente sportivo e dirigente d'azienda italiano (n. 1930)
- 2021 - Pierantonio Costa, diplomatico e imprenditore italiano (n. 1939)
- 2021 - Seizō Fukumoto, attore giapponese (n. 1943)
- 2021 - Elmira Minita Gordon, politica beliziana (n. 1930)
- 2021 - Bernard Guignedoux, calciatore e allenatore di calcio francese (n. 1947)
- 2021 - Floyd Little, giocatore di football americano statunitense (n. 1942)
- 2021 - Norma, fumettista e illustratore francese (n. 1946)
- 2021 - Carlos do Carmo, cantante portoghese (n. 1939)
- 2022 - Francesco Forte, politico e economista italiano (n. 1929)
- 2022 - Richard Freed, critico musicale e giornalista statunitense (n. 1928)
- 2022 - Andreas Kunz, combinatista nordico tedesco (n. 1946)
- 2022 - Robin Walsh Leamy, vescovo cattolico neozelandese (n. 1934)
- 2022 - Calisto Tanzi, imprenditore e dirigente sportivo italiano (n. 1938)
- 2023 - Mario Artali, dirigente d'azienda e politico italiano (n. 1938)
- 2023 - Rino Avesani, filologo e paleografo italiano (n. 1931)
- 2023 - Martin Davis, matematico statunitense (n. 1928)
- 2023 - Elizabeth Livingstone, teologa britannica (n. 1929)
- 2023 - Frank McGarvey, calciatore scozzese (n. 1956)
- 2023 - Art McNally, arbitro di football americano, arbitro di baseball e arbitro di pallacanestro statunitense (n. 1925)
- 2023 - Gangsta Boo, rapper statunitense (n. 1979)
- 2023 - Kelly Monteith, comico, showman e scenografo statunitense (n. 1942)
- 2023 - Lise Nørgaard, scrittrice, sceneggiatrice e giornalista danese (n. 1917)
- 2023 - Edith Pearlman, scrittrice statunitense (n. 1936)
- 2023 - Bobby Rivard, hockeista su ghiaccio canadese (n. 1939)
- 2024 - Mario Boljat, calciatore jugoslavo (n. 1951)
- 2024 - Herbie Brennan, scrittore e autore di giochi britannico (n. 1940)
- 2024 - Maurizio Cumo, ingegnere e dirigente pubblico italiano (n. 1939)
- 2024 - Ole Daniel Enersen, alpinista, fotografo e giornalista norvegese (n. 1943)
- 2024 - Giancarlo Filini, calciatore italiano (n. 1938)
- 2024 - Lawrence Sydney Nicasio, vescovo cattolico beliziano (n. 1956)
- 2024 - Jack O'Connell, scrittore statunitense (n. 1959)
- 2024 - Óscar Ortubé, arbitro di calcio boliviano (n. 1944)
- 2024 - Basdeo Panday, politico e sindacalista trinidadiano (n. 1933)
- 2024 - Frank Ryan, giocatore di football americano statunitense (n. 1936)
- 2024 - Niklaus Wirth, informatico e inventore svizzero (n. 1934)
- 2024 - Michele Zolla, politico e funzionario italiano (n. 1932)
- 2024 - Iwona Śledzińska-Katarasińska, giornalista e politica polacca (n. 1941)
- 2025 - Jack Ferguson, pallanuotista britannico (n. 1930)
- 2025 - David Lodge, scrittore, critico letterario e anglista britannico (n. 1935)
- 2025 - Sally Oppenheim-Barnes, politica britannica (n. 1928)
- 2025 - Nora Orlandi, cantante, compositrice e pianista italiana (n. 1933)
- 2025 - Ruggero Savinio, pittore e scrittore italiano (n. 1934)
- 2025 - Maria Grazia Sestero, politica e insegnante italiana (n. 1942)

## Senza anno specificato(2)
- Dionisio Cappelli, pittore italiano
- Alice de Toeni, nobile inglese (n. 1284)